# 道峰區

行政區劃圖

道峰區（：／ Dobong gu */?）是大韓民國首都首爾特別市的一個區。

## 交通

### 鐵路
韓國鐵道公社
- 京元線（●首都圈電鐵1號線）：道峰山站 - 道峰站 - 放鶴站 - 倉洞站  -  鹿川站

首爾交通公社
- ●首都圈电铁4号线：倉洞站 - 雙門站
- ●首爾地鐵7號線：道峰山站

## 影視相關
- 韓劇《请回答1988》的主要故事就发生在道峰區的双门洞。
- Netflix劇集《魷魚遊戲》的主角成奇勳和曹尚佑就是來自道峰區的双门洞。